# Departamento de Vélez
El departamento de Vélez es un extinto departamento de Colombia. Fue creado el 5 de agosto de 1908, siendo parte de las reformas administrativas del presidente de la república Rafael Reyes respecto a división territorial. El departamento duró poco, pues el mismo Reyes lo suprimió el 31 de agosto del mismo año por medio del decreto 916, asignando los municipios que lo conformaban a los departamentos de San Gil y Tunja.

## División territorial
El departamento con capital en Vélez estaba conformado de los municipios que comprendían las provincias de Vélez y Ricaurte.
Las provincias estaban conformadas así:
- Provincia de Vélez: Vélez (capital), Aguada, Bolívar, Chipatá, Guavatá, Güepsa, Jesús María, La Paz, Puente Nacional, San Benito, Cite y Sucre.

- Provincia de Ricaurte: Moniquirá (capital), Arcabuco, Chitaraque, Gachantivá, Guatoque, Pare, Santa Ana y Togüí.